# جان معكرون
جان وديع معكرون (7 يونيو 1956) هو دبلوماسي لبناني وحقوقي وأكاديمي شغل منصب سفير لبنان من 2007 إلى 2020 في جمهورية كوبا وأرمينيا.
خدم في عدة بعثات دبلوماسية بما في ذلك لندن، مملكة بريطانيا العظمى؛ ولوس أنجلوس، والولايات المتحدة؛ وأثينا، والجمهورية الهيلينية، ملبورن، كومنولث أستراليا؛ مدينة الكويت، دولة الكويت.

## النشأة والتعليم
ولد في رياق في محافظة البقاع في 7 حزيران (يونيو) 1956، وهو الأصغر بين ثلاثة أخوة. ولد في عائلة ملكية كاثوليكية بارزة، وكان والده وديع معكرون مختار رياق من عام 1964 حتى عام 1996.
أكمل تعليمه الجامعي في الجامعة اللبنانية حيث حصل على إجازة في الحقوق والتاريخ والعلوم السياسية عام 1982، وحصل على الماجستير في القانون العام. من عام 1987 إلى عام 1992، عمل محاضراً في الجامعة اللبنانية، وحصل خلالها أيضاً على شهادة الدكتوراه في القانون العام.

## مهنة دبلوماسية
بدأ معكرون مسيرته الدبلوماسية كملحق بوزارة الخارجية عام 1992 قبل أن يتم إيفاده في بعثة خارجية إلى السفارة اللبنانية في لندن.
اختير قنصلاً عاماً للبنان في لوس أنجلوس، كاليفورنيا، الولايات المتحدة الأمريكية من عام 1999 إلى عام 2001. وعمل على إنشاء المؤسسة اللبنانية الأمريكية، والتي تشكلت لتأسيس البيت اللبناني في منطقة لوس أنجلوس، وهي منظمة غير ربحية تركز على ربط الجالية اللبنانية في جنوب كاليفورنيا.
عُيّن قنصلاً عاماً للبنان في ملبورن بأستراليا عام 2006 وخدم في هذا المنصب حتى عام 2007 عندما عُين سفيراً مفوضاً للبنان لدى جمهورية كوبا.
في عام 2013 عُين سفيراً لدى جمهورية أرمينيا، حيث عزز العلاقات بين لبنان وأرمينيا وعزز التعاون الاقتصادي والسياسي في مشاريع مختلفة داخل لبنان أبرزها إطلاق رحلة طيران الشرق الأوسط التي تربط بيروت ويريفان، مع تعميق التعاون الثنائي في مجال العدالة والحقوق بين وزارة العدل في أرمينيا ولبنان وأطلق منظمة سفراء بلا حدود.
وفي عام 2019 عُين قائما بأعمال السفارة اللبنانية في دولة الكويت حيث لعب دوراً هاماً في تطوير العلاقات اللبنانية الكويتية. وقام بتأسيس المجلس الاقتصادي اللبناني في الكويت، مما ساهم في تعزيز العلاقات الاقتصادية والاستثمارية والتجارية بين مجتمع الأعمال اللبناني في الكويت ومجتمع الأعمال والهيئات الحكومية الكويتية. كما كان مندوباً للبنان في العديد من المؤتمرات داخل الأمم المتحدة.

## الحياة الشخصية
تزوج من المحامية غرازييلا صليبا في يونيو 1995. لديهم طفلان، ساندرين، وروبن.

## الأوسمة

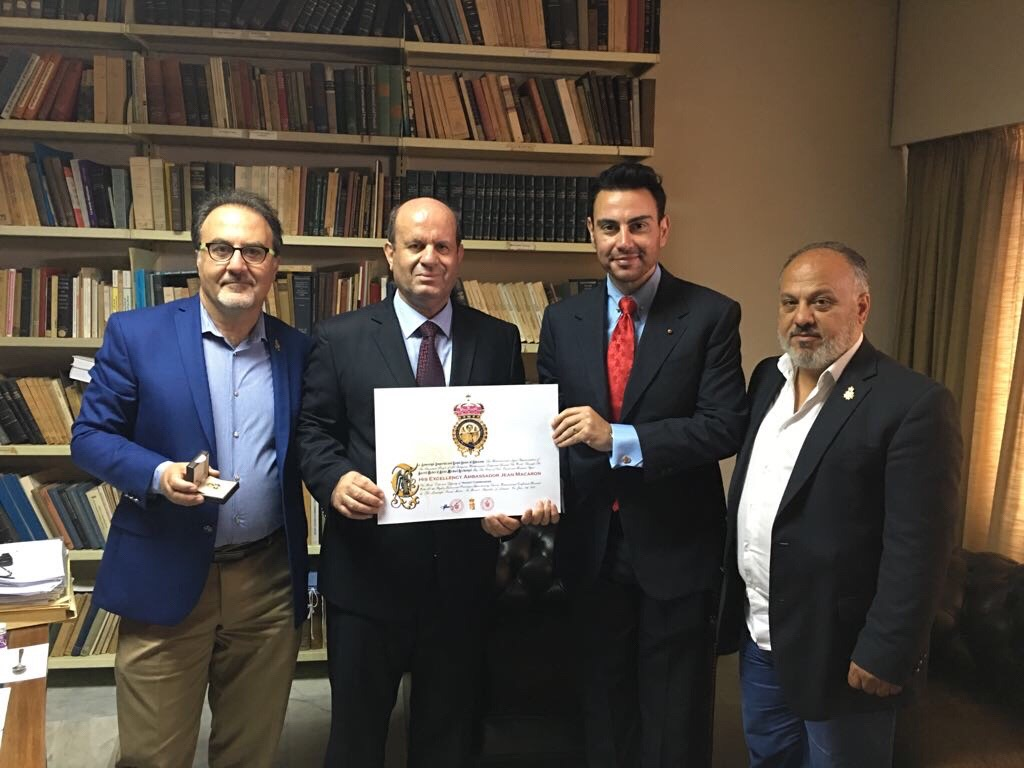

وفي حزيران/يونيو 2018، في مبنى وزارة الخارجية والمغتربين اللبنانية في بيروت، كرّم معكرون. وقد منح صاحب السمو الملكي الأمير غاريوس الشمور، السفير رتبة فارس قائد من وسام القديس ميخائيل، وحضر اللقاء رئيس الديوان الملكي غسان في لبنان والشيخ الدكتور ايلي غاريوس.

## الأنشطة الخارجية
هو عضو المعهد الدولي للدراسات الإستراتيجية بلندن منذ عام 1998.